# IX. Ince pápa
Született Giovanni Antonio Facchinetti, IX. Ince (Bologna, 1519. július 20. – Róma, 1591. december 30.) néven került a római katolikus egyház élére a 230. pápaként 1591-ben. Az ellenreformáció nagy pápáinak halálával egy rövid időre úgy látszott, hogy a katolikus egyház feje nem képes hosszú távú célokat véghezvinni, azon egyszerű okból kifolyólag, hogy V. Szixtusz pápa halála után három egyházfő is követte egymást tragikusan rövid uralkodási idővel. Ebben a sorban az utolsó volt IX. Ince, aki két hónapos uralkodásával szintén nem tudott sokat hozzátenni a reformálódó egyház ügyeihez. Legfőbb politikai irányvonala a Navarrai Henrik elleni harc folytatása és támogatása volt.

## Életpályája a tiara előtt
Egyes források szerint a későbbi egyházfő a Piemontban fekvő Crodo városában látta meg a napvilágot. Családjáról és származásáról szinte semmit sem lehet tudni. Az valószínű, hogy nemesi vagy legalábbis tehetős família sarja, ugyanis szülővárosában jogot kezdett el tanulni, és Európa legkiválóbb jogi egyetemén 1544-ben doktorátust is szerzett kánon jogból. Ezek után egyházi pályára lépett, amelyen igen határozottan és gyorsan haladt előre. 
Doktorátusának megszerzése után Giovanni Rómába utazott, ahol Nicolò Ardinghelli bíboros titkára lett. A kardinális segítségével neve lassan ismertté vált a római kúriánál, és így Alessandro Farnese bíboros titkárságának vezetője lett. Farnese III. Pál pápa unokájaként igen nagy befolyással rendelkezett a pápai udvarban, és ez a kiváló munkát végző Giovanninak mindenképpen előnyére vált. A bíboros Avignon érseke volt, de mivel III. Pál udvarában bíboros-nepos volt, a francia egyházmegye irányítását rábízta Giovannira. Innen Parmába hívatta Farnese bíboros ügyeinek intézőjeként. 
Szorgos munkájának gyümölcse 1560-ban ért be, amikor kinevezték a calabriai Nicastro püspökének. 1562-ben a tridenti zsinatra is ellátogatott, majd 1566-ban V. Pius pápa Velencébe küldte pápai nunciusként. A Serenissimában Giovanni legfőbb feladata az volt, hogy a dózsét megnyerje a spanyol és pápai szövetségnek a törökök ellen. Sikeres politikája tette lehetővé az 1571-es lepantói diadalt. Velencéből 1572-ben tért vissza a pápai állam területére, lemondott püspöki székéről, és Rómába költözött. 
A Lepanto miatt hálás egyházfő 1575-ben Jeruzsálem latin pátriárkájának nevezte ki, majd XIII. Gergely pápa 1583. december 12-én a Négy koronás mártír-templom címén presbiter bíborosnak szentelte fel. Innen származik beceneve is, sokszor ugyanis Santi quattro kardinálisnak nevezték. V. Sixtus alatt és után egyre jelentősebb befolyással rendelkezett a pápai udvarban, és elődje, XIV. Gergely beteges pontifikátusa alatt már gyakorlatilag ő kormányozta a Szentszéket.

## Két hónapos pontifikátus
A kiemelkedő befolyás a pápai udvarban és a bíborosi kollégiumban, valamint az a tény, hogy senki másnak nem volt nagyobb belelátása a pápai kormányzatba, szinte magától értetődővé tette, hogy Giovanni a Gergely halála utáni konklávé egyik főszereplője lesz. A gyors pápaválasztásnak Giovanni alkalmassága mellett más okai is voltak. XIV. Gergely nem sokkal trónra lépése után láthatóan a végét járta, így az együttérző bíborosok még a pápa életében elkezdték megvitatni, hogy kit válasszanak utódjául. Miután bőven ráértek minden szempontot körbejárni, még arra is futotta az időből, hogy II. Fülöp spanyol király hetes listáját alaposan átbeszéljék. A spanyol uralkodó éppúgy, mint Gergely megválasztásakor, ismét kiállított egy listát, az általa támogatott pápajelöltekről. 
Noha Giovanni is szerepelt a királyi listán, a spanyol nyomás nélkül is nagy támogatottsága volt Facchinetti bíborosnak. Gergely halála után a konklávé ezért 1591. október 29-én elképesztő gyorsasággal őt választotta meg egyházfőnek. Öt nappal később megkoronázták, és Giovanni felvette a IX. Ince nevet.

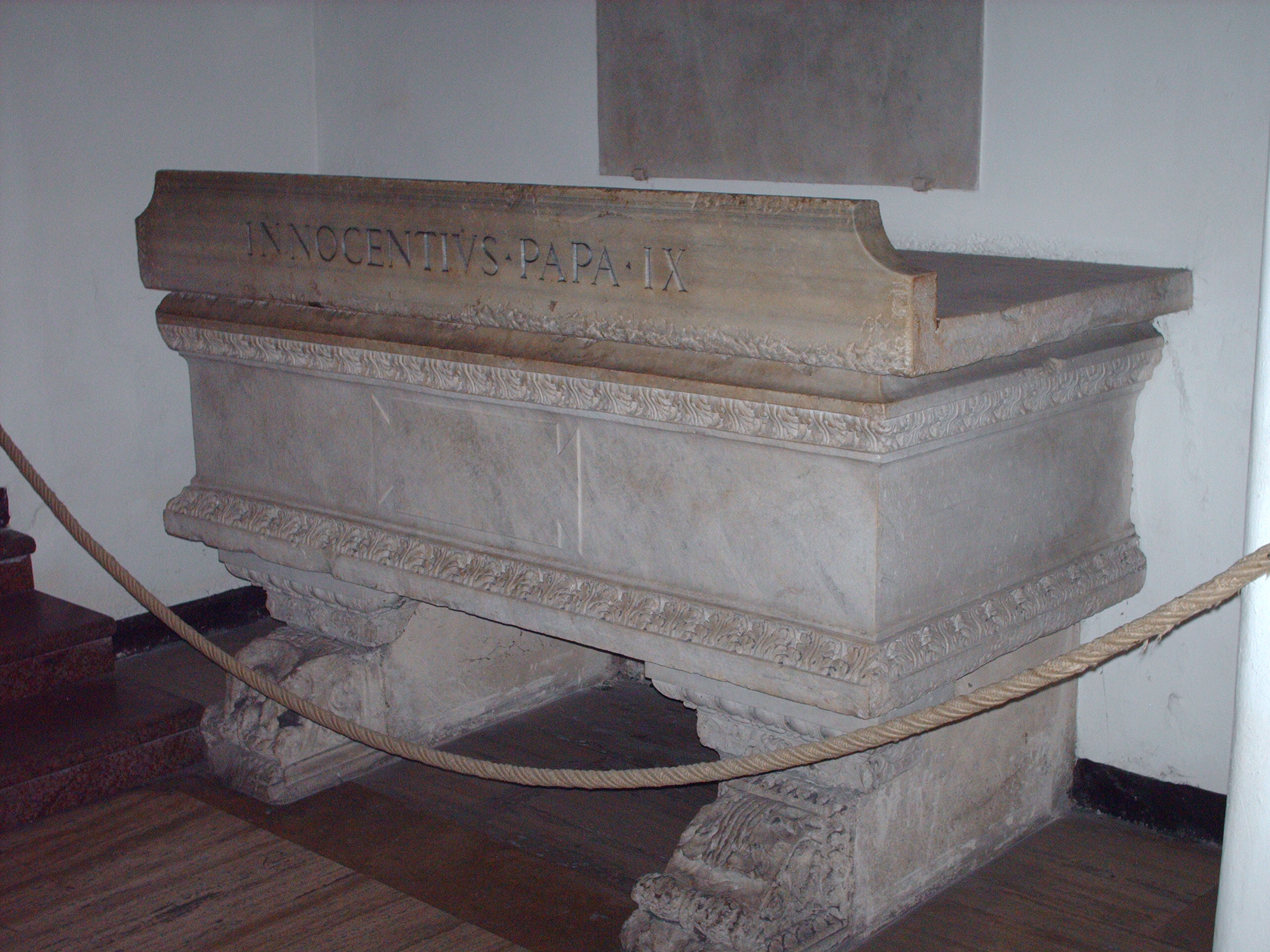
IX. Ince sírja a Szent Péter-bazilika altemplomában

Miután a spanyol bíborosoknak és Fülöpnek köszönhette elsősorban megválasztását, ezért uralkodásának első lépéseként megerősítette Henrik, francia trónörökös kiátkozását. A Franciaországban harcoló pápai seregeket továbbra is II. Fülöp erői mellett tartotta, és igyekezett a Katolikus Ligát minden erejével támogatni. Egyik bullájában megtiltotta az egyházi javak elidegenítését, és egy konzisztóriumon kifejtette a bíborosoknak azt a szándékát, hogy a kincstáron belül elkülönít egy nagyobb alapot a rendkívüli kiadások kezelésére. Ez utóbbira már a gyakorlatban nem kerülhetett sor halála miatt. Rövid uralkodása alatt két bíborost nevezett ki, akik közül az egyik Giovanni Antonio Facchinetti de Nuce volt, a pápa unokaöccse. 

Novemberben enyhén megbetegedett, és így vett részt egy közeli zarándoklaton, amely úgy legyengítette a szervezetét, hogy Ince könnyen meghűlt és alig két hónappal megválasztása után meghalt.

## Művei
- Documenta Catholica Omnia (latin nyelven). Cooperatorum Veritatis Societas. (Hozzáférés: 2011. december 6.)